# Vitanje - Oplotnica
Vitanje - Oplotnica este o arie protejată (arie specială de conservare — SAC, sit de importanță comunitară — SCI) din Slovenia întinsă pe o suprafață de 1.304,47 ha, integral pe uscat.

## Localizare
Centrul sitului Vitanje - Oplotnica este situat la coordonatele 46°23′27″N 15°17′56″E / 46.3908°N 15.2988°E.

## Înființare
Situl Vitanje - Oplotnica a fost declarat sit de importanță comunitară în aprilie 2013 pentru a proteja 3 specii de animale. Situl a fost protejat și ca arie specială de conservare în aprilie 2015.

## Biodiversitate
Situată în ecoregiunile alpină și continentală, aria protejată nu include niciun habitat protejat.
La baza desemnării sitului se află mai multe specii protejate:
- mamifere (1): liliacul mic cu potcoavă (Rhinolophus hipposideros)
- nevertebrate (2): Austropotamobius torrentium, fluturele flitirar (Euphydryas maturna)